# Мірчешть (Олт)
Мірчешть, Мірчешті (рум. Mircești) — село у повіті Олт в Румунії. Входить до складу комуни Тетулешть.
Село розташоване на відстані 120 км на захід від Бухареста, 34 км на північний схід від Слатіни, 74 км на північний схід від Крайови, 133 км на південний захід від Брашова.

## Населення
За даними перепису населення 2002 року у селі проживали 110 осіб, усі — румуни. Усі жителі села рідною мовою назвали румунську.